# Liste der Nummer-eins-Hits in den britischen Charts (1985)
Dies ist eine Liste der Nummer-eins-Hits in den britischen Charts im Jahr 1985. Sie basiert auf den Official Singles Chart Top 100 und den Official Albums Chart Top 100, die vom Chart Information Network ermittelt wurden. Es gab in diesem Jahr 20 Nummer-eins-Singles und 20 Nummer-eins-Alben.

## Singles
| ← 1984 ← | Liste der Nummer-eins-Hits in den britischen Charts | Liste der Nummer-eins-Hits in den britischen Charts | Liste der Nummer-eins-Hits in den britischen Charts | 1986 →                    |
| \| Zeitraum \| Wo. ges. \| Interpret \| Titel Autor(en) \| Zusätzliche Informationen \| \| (Zeitraum, Wochen auf Platz eins, Interpret, Titel, Autor[en], zusätzliche Informationen) \| \| \| \| \| \| ----------------------------------------------------------------------------------------- \| -------- \| ------------------------------ \| ---------------------------------------------- \| ------------------------- \| \| 9. Dezember 1984 – 12. Januar 1985 5 Wochen \| 5 \| Band Aid \| Do They Know It’s Christmas? \| – \| \| 13. Januar 1985 – 2. Februar 1985 3 Wochen \| 3 \| Foreigner \| I Want to Know What Love Is \| – \| \| 3. Februar 1985 – 2. März 1985 4 Wochen \| 4 \| Elaine Paige & Barbara Dickson \| I Know Him So Well \| – \| \| 3. März 1985 – 16. März 1985 2 Wochen \| 2 \| Dead or Alive \| You Spin Me Round (Like a Record) \| – \| \| 17. März 1985 – 13. April 1985 4 Wochen \| 4 \| Phil Collins & Philip Bailey \| Easy Lover \| – \| \| 14. April 1985 – 27. April 1985 2 Wochen \| 2 \| USA for Africa \| We Are the World \| – \| \| 28. April 1985 – 4. Mai 1985 1 Woche \| 1 \| Phyllis Nelson \| Move Closer \| – \| \| 5. Mai 1985 – 8. Juni 1985 5 Wochen \| 5 \| Paul Hardcastle \| 19 \| – \| \| 9. Juni 1985 – 22. Juni 1985 2 Wochen \| 2 \| The Crowd \| You’ll Never Walk Alone \| – \| \| 23. Juni 1985 – 20. Juli 1985 4 Wochen \| 4 \| Sister Sledge \| Frankie \| – \| \| 21. Juli 1985 – 27. Juli 1985 1 Woche \| 1 \| Eurythmics \| There Must Be an Angel (Playing with My Heart) \| – \| \| 28. Juli 1985 – 24. August 1985 4 Wochen \| 4 \| Madonna \| Into the Groove \| – \| \| 25. August 1985 – 31. August 1985 1 Woche \| 1 \| UB40 & Chrissie Hynde \| I Got You Babe \| – \| \| 1. September 1985 – 28. September 1985 4 Wochen \| 4 \| David Bowie & Mick Jagger \| Dancing in the Street \| – \| \| 29. September 1985 – 5. Oktober 1985 1 Woche \| 1 \| Midge Ure \| If I Was \| – \| \| 6. Oktober 1985 – 9. November 1985 5 Wochen \| 5 \| Jennifer Rush \| The Power of Love \| – \| \| 10. November 1985 – 23. November 1985 2 Wochen \| 2 \| Feargal Sharkey \| A Good Heart \| – \| \| 24. November 1985 – 7. Dezember 1985 2 Wochen \| 2 \| Wham! \| I’m Your Man \| – \| \| 8. Dezember 1985 – 21. Dezember 1985 2 Wochen \| 2 \| Whitney Houston \| Saving All My Love for You \| – \| \| 22. Dezember 1985 – 4. Januar 1986 2 Wochen \| 2 \| Shakin’ Stevens \| Merry Christmas Everyone \| – \| |                                                     |                                                     |                                                     |                           |
| ← 1984 |                                                     |                                                     |                                                     | → 1986 →                  |
| Zeitraum | Wo. ges.                                            | Interpret                                           | Titel Autor(en)                                     | Zusätzliche Informationen |
| (Zeitraum, Wochen auf Platz eins, Interpret, Titel, Autor[en], zusätzliche Informationen) |                                                     |                                                     |                                                     |                           |
| 9. Dezember 1984 – 12. Januar 1985 5 Wochen | 5                                                   | Band Aid                                            | Do They Know It’s Christmas?                        | –                         |
| 13. Januar 1985 – 2. Februar 1985 3 Wochen | 3                                                   | Foreigner                                           | I Want to Know What Love Is                         | –                         |
| 3. Februar 1985 – 2. März 1985 4 Wochen | 4                                                   | Elaine Paige & Barbara Dickson                      | I Know Him So Well                                  | –                         |
| 3. März 1985 – 16. März 1985 2 Wochen | 2                                                   | Dead or Alive                                       | You Spin Me Round (Like a Record)                   | –                         |
| 17. März 1985 – 13. April 1985 4 Wochen | 4                                                   | Phil Collins & Philip Bailey                        | Easy Lover                                          | –                         |
| 14. April 1985 – 27. April 1985 2 Wochen | 2                                                   | USA for Africa                                      | We Are the World                                    | –                         |
| 28. April 1985 – 4. Mai 1985 1 Woche | 1                                                   | Phyllis Nelson                                      | Move Closer                                         | –                         |
| 5. Mai 1985 – 8. Juni 1985 5 Wochen | 5                                                   | Paul Hardcastle                                     | 19                                                  | –                         |
| 9. Juni 1985 – 22. Juni 1985 2 Wochen | 2                                                   | The Crowd                                           | You’ll Never Walk Alone                             | –                         |
| 23. Juni 1985 – 20. Juli 1985 4 Wochen | 4                                                   | Sister Sledge                                       | Frankie                                             | –                         |
| 21. Juli 1985 – 27. Juli 1985 1 Woche | 1                                                   | Eurythmics                                          | There Must Be an Angel (Playing with My Heart)      | –                         |
| 28. Juli 1985 – 24. August 1985 4 Wochen | 4                                                   | Madonna                                             | Into the Groove                                     | –                         |
| 25. August 1985 – 31. August 1985 1 Woche | 1                                                   | UB40 & Chrissie Hynde                               | I Got You Babe                                      | –                         |
| 1. September 1985 – 28. September 1985 4 Wochen | 4                                                   | David Bowie & Mick Jagger                           | Dancing in the Street                               | –                         |
| 29. September 1985 – 5. Oktober 1985 1 Woche | 1                                                   | Midge Ure                                           | If I Was                                            | –                         |
| 6. Oktober 1985 – 9. November 1985 5 Wochen | 5                                                   | Jennifer Rush                                       | The Power of Love                                   | –                         |
| 10. November 1985 – 23. November 1985 2 Wochen | 2                                                   | Feargal Sharkey                                     | A Good Heart                                        | –                         |
| 24. November 1985 – 7. Dezember 1985 2 Wochen | 2                                                   | Wham!                                               | I’m Your Man                                        | –                         |
| 8. Dezember 1985 – 21. Dezember 1985 2 Wochen | 2                                                   | Whitney Houston                                     | Saving All My Love for You                          | –                         |
| 22. Dezember 1985 – 4. Januar 1986 2 Wochen | 2                                                   | Shakin’ Stevens                                     | Merry Christmas Everyone                            | –                         |

## Alben
| ← 1984 ← | Liste der Nummer-eins-Hits in den britischen Charts | Liste der Nummer-eins-Hits in den britischen Charts | Liste der Nummer-eins-Hits in den britischen Charts | 1986 →                    |
| \| Zeitraum \| Wo. ges. \| Interpret \| Titel \| Zusätzliche Informationen \| \| (Zeitraum, Wochen auf Platz eins, Interpret, Titel, zusätzliche Informationen) \| \| \| \| \| \| ------------------------------------------------------------------------------ \| -------- \| -------------------------- \| ----------------------------------------------- \| ------------------------- \| \| 25. November 1984 – 12. Januar 1985 7 Wochen \| 7 \| (Verschiedene Interpreten) \| The Hits Album/The Hits Tape - 32 Original Hits \| – \| \| 13. Januar 1985 – 19. Januar 1985 1 Woche \| 1 \| Alison Moyet \| Alf \| – \| \| 20. Januar 1985 – 9. Februar 1985 3 Wochen \| 3 \| Foreigner \| Agent Provocateur \| – \| \| 10. Februar 1985 – 16. Februar 1985 1 Woche (insgesamt 5) \| 5 \| Bruce Springsteen \| Born in the U.S.A. \| – \| \| 17. Februar 1985 – 23. Februar 1985 1 Woche \| 1 \| The Smiths \| Meat Is Murder \| – \| \| 24. Februar 1985 – 30. März 1985 5 Wochen \| 5 \| Phil Collins \| No Jacket Required \| – \| \| 31. März 1985 – 6. April 1985 1 Woche \| 1 \| Paul Young \| The Secret of Association \| – \| \| 7. April 1985 – 18. Mai 1985 6 Wochen \| 6 \| (Verschiedene Interpreten) \| The Hits Album 2/The Hits Tape 2 \| – \| \| 19. Mai 1985 – 1. Juni 1985 2 Wochen (insgesamt 14) \| 14 \| Dire Straits \| Brothers in Arms \| – \| \| 2. Juni 1985 – 8. Juni 1985 1 Woche \| 1 \| Style Council \| Our Favourite Shop \| – \| \| 9. Juni 1985 – 22. Juni 1985 2 Wochen \| 2 \| Bryan Ferry \| Boys and Girls \| – \| \| 23. Juni 1985 – 29. Juni 1985 1 Woche \| 1 \| Marillion \| Misplaced Childhood \| – \| \| 30. Juni 1985 – 27. Juli 1985 4 Wochen (insgesamt 5) \| 5 \| Bruce Springsteen \| Born in the U.S.A. \| – \| \| 28. Juli 1985 – 10. August 1985 2 Wochen (insgesamt 14) \| 14 \| Dire Straits \| Brothers in Arms \| – \| \| 11. August 1985 – 14. September 1985 5 Wochen \| 5 \| (Verschiedene Interpreten) \| Now, That’s What I Call Music 5 \| – \| \| 15. September 1985 – 21. September 1985 1 Woche (insgesamt 2) \| 2 \| Madonna \| Like a Virgin \| – \| \| 22. September 1985 – 5. Oktober 1985 2 Wochen (insgesamt 3) \| 3 \| Kate Bush \| Hounds of Love \| – \| \| 6. Oktober 1985 – 12. Oktober 1985 1 Woche (insgesamt 2) \| 2 \| Madonna \| Like a Virgin \| – \| \| 13. Oktober 1985 – 19. Oktober 1985 1 Woche (insgesamt 3) \| 3 \| Kate Bush \| Hounds of Love \| – \| \| 20. Oktober 1985 – 26. Oktober 1985 1 Woche (insgesamt 2) \| 2 \| George Benson \| The Love Songs \| – \| \| 27. Oktober 1985 – 2. November 1985 1 Woche \| 1 \| Simple Minds \| Once Upon a Time \| – \| \| 3. November 1985 – 9. November 1985 1 Woche (insgesamt 2) \| 2 \| George Benson \| The Love Songs \| – \| \| 10. November 1985 – 22. November 1985 2 Wochen \| 2 \| Sade \| Promise \| – \| \| 23. November 1985 – 29. November 1985 1 Woche \| 1 \| (Verschiedene Interpreten) \| The Greatest Hits of 1985 \| – \| \| 30. November 1985 – 14. Dezember 1985 2 Wochen (insgesamt 4) \| 4 \| (Verschiedene Interpreten) \| Now, That’s What I Call Music 6 \| – \| \| 15. Dezember 1985 – 28. Dezember 1985 2 Wochen \| 2 \| (Verschiedene Interpreten) \| Now - The Christmas Album \| – \| \| 29. Dezember 1985 – 11. Januar 1986 2 Wochen (insgesamt 4) \| 4 \| (Verschiedene Interpreten) \| Now, That’s What I Call Music 6 \| – \| |                                                     |                                                     |                                                     |                           |
| ← 1984 |                                                     |                                                     |                                                     | → 1986 →                  |
| Zeitraum | Wo. ges.                                            | Interpret                                           | Titel                                               | Zusätzliche Informationen |
| (Zeitraum, Wochen auf Platz eins, Interpret, Titel, zusätzliche Informationen) |                                                     |                                                     |                                                     |                           |
| 25. November 1984 – 12. Januar 1985 7 Wochen | 7                                                   | (Verschiedene Interpreten)                          | The Hits Album/The Hits Tape - 32 Original Hits     | –                         |
| 13. Januar 1985 – 19. Januar 1985 1 Woche | 1                                                   | Alison Moyet                                        | Alf                                                 | –                         |
| 20. Januar 1985 – 9. Februar 1985 3 Wochen | 3                                                   | Foreigner                                           | Agent Provocateur                                   | –                         |
| 10. Februar 1985 – 16. Februar 1985 1 Woche (insgesamt 5) | 5                                                   | Bruce Springsteen                                   | Born in the U.S.A.                                  | –                         |
| 17. Februar 1985 – 23. Februar 1985 1 Woche | 1                                                   | The Smiths                                          | Meat Is Murder                                      | –                         |
| 24. Februar 1985 – 30. März 1985 5 Wochen | 5                                                   | Phil Collins                                        | No Jacket Required                                  | –                         |
| 31. März 1985 – 6. April 1985 1 Woche | 1                                                   | Paul Young                                          | The Secret of Association                           | –                         |
| 7. April 1985 – 18. Mai 1985 6 Wochen | 6                                                   | (Verschiedene Interpreten)                          | The Hits Album 2/The Hits Tape 2                    | –                         |
| 19. Mai 1985 – 1. Juni 1985 2 Wochen (insgesamt 14) | 14                                                  | Dire Straits                                        | Brothers in Arms                                    | –                         |
| 2. Juni 1985 – 8. Juni 1985 1 Woche | 1                                                   | Style Council                                       | Our Favourite Shop                                  | –                         |
| 9. Juni 1985 – 22. Juni 1985 2 Wochen | 2                                                   | Bryan Ferry                                         | Boys and Girls                                      | –                         |
| 23. Juni 1985 – 29. Juni 1985 1 Woche | 1                                                   | Marillion                                           | Misplaced Childhood                                 | –                         |
| 30. Juni 1985 – 27. Juli 1985 4 Wochen (insgesamt 5) | 5                                                   | Bruce Springsteen                                   | Born in the U.S.A.                                  | –                         |
| 28. Juli 1985 – 10. August 1985 2 Wochen (insgesamt 14) | 14                                                  | Dire Straits                                        | Brothers in Arms                                    | –                         |
| 11. August 1985 – 14. September 1985 5 Wochen | 5                                                   | (Verschiedene Interpreten)                          | Now, That’s What I Call Music 5                     | –                         |
| 15. September 1985 – 21. September 1985 1 Woche (insgesamt 2) | 2                                                   | Madonna                                             | Like a Virgin                                       | –                         |
| 22. September 1985 – 5. Oktober 1985 2 Wochen (insgesamt 3) | 3                                                   | Kate Bush                                           | Hounds of Love                                      | –                         |
| 6. Oktober 1985 – 12. Oktober 1985 1 Woche (insgesamt 2) | 2                                                   | Madonna                                             | Like a Virgin                                       | –                         |
| 13. Oktober 1985 – 19. Oktober 1985 1 Woche (insgesamt 3) | 3                                                   | Kate Bush                                           | Hounds of Love                                      | –                         |
| 20. Oktober 1985 – 26. Oktober 1985 1 Woche (insgesamt 2) | 2                                                   | George Benson                                       | The Love Songs                                      | –                         |
| 27. Oktober 1985 – 2. November 1985 1 Woche | 1                                                   | Simple Minds                                        | Once Upon a Time                                    | –                         |
| 3. November 1985 – 9. November 1985 1 Woche (insgesamt 2) | 2                                                   | George Benson                                       | The Love Songs                                      | –                         |
| 10. November 1985 – 22. November 1985 2 Wochen | 2                                                   | Sade                                                | Promise                                             | –                         |
| 23. November 1985 – 29. November 1985 1 Woche | 1                                                   | (Verschiedene Interpreten)                          | The Greatest Hits of 1985                           | –                         |
| 30. November 1985 – 14. Dezember 1985 2 Wochen (insgesamt 4) | 4                                                   | (Verschiedene Interpreten)                          | Now, That’s What I Call Music 6                     | –                         |
| 15. Dezember 1985 – 28. Dezember 1985 2 Wochen | 2                                                   | (Verschiedene Interpreten)                          | Now - The Christmas Album                           | –                         |
| 29. Dezember 1985 – 11. Januar 1986 2 Wochen (insgesamt 4) | 4                                                   | (Verschiedene Interpreten)                          | Now, That’s What I Call Music 6                     | –                         |

Die Angaben basieren auf den offiziellen Verkaufshitparaden des Chart Information Networks für das Vereinigte Königreich. Die Datumsangaben beziehen sich auf das Gültigkeitsdatum der Charts, also jeweils die auf die Verkaufswoche folgende Woche.

## Jahreshitparaden
| ← 1984 ← | Liste der Nummer-eins-Hits in den britischen Charts | Liste der Nummer-eins-Hits in den britischen Charts         | Liste der Nummer-eins-Hits in den britischen Charts | 1986 →   |
| \| Singles \| Position# \| Alben \| \| ------------------------------------------------- \| --------- \| ----------------------------------------------------------- \| \| The Power of Love Jennifer Rush \| 1 \| Brothers in Arms Dire Straits \| \| I Know Him So Well Elaine Paige & Barbara Dickson \| 2 \| No Jacket Required Phil Collins \| \| Into the Groove Madonna \| 3 \| Like a Virgin Madonna \| \| 19 Paul Hardcastle \| 4 \| Born in the U.S.A. Bruce Springsteen \| \| Frankie Sister Sledge \| 5 \| Songs from the Big Chair Tears for Fears \| \| Dancing in the Street David Bowie & Mick Jagger \| 6 \| Now, That’s What I Call Music 6 (Verschiedene Interpreten) \| \| Move Closer Phyllis Nelson \| 7 \| Now - The Christmas Album (Verschiedene Interpreten) \| \| Take on Me A-ha \| 8 \| Now, That’s What I Call Music 5 (Verschiedene Interpreten) \| \| A Good Heart Feargal Sharkey \| 9 \| The Secret of Association Paul Young \| \| I Want to Know What Love Is Foreigner \| 10 \| The Hits Album 2/The Hits Tape 2 (Verschiedene Interpreten) \| |                                                     |                                                             |                                                     |          |
| ← 1984 |                                                     |                                                             |                                                     | → 1986 → |
| Singles | Position#                                           | Alben                                                       |                                                     |          |
| The Power of Love Jennifer Rush | 1                                                   | Brothers in Arms Dire Straits                               |                                                     |          |
| I Know Him So Well Elaine Paige & Barbara Dickson | 2                                                   | No Jacket Required Phil Collins                             |                                                     |          |
| Into the Groove Madonna | 3                                                   | Like a Virgin Madonna                                       |                                                     |          |
| 19 Paul Hardcastle | 4                                                   | Born in the U.S.A. Bruce Springsteen                        |                                                     |          |
| Frankie Sister Sledge | 5                                                   | Songs from the Big Chair Tears for Fears                    |                                                     |          |
| Dancing in the Street David Bowie & Mick Jagger | 6                                                   | Now, That’s What I Call Music 6 (Verschiedene Interpreten)  |                                                     |          |
| Move Closer Phyllis Nelson | 7                                                   | Now - The Christmas Album (Verschiedene Interpreten)        |                                                     |          |
| Take on Me A-ha | 8                                                   | Now, That’s What I Call Music 5 (Verschiedene Interpreten)  |                                                     |          |
| A Good Heart Feargal Sharkey | 9                                                   | The Secret of Association Paul Young                        |                                                     |          |
| I Want to Know What Love Is Foreigner | 10                                                  | The Hits Album 2/The Hits Tape 2 (Verschiedene Interpreten) |                                                     |          |